# Riserva speciale di Ambohitantely
La riserva speciale di Ambohitantely è un'area naturale protetta del Madagascar centro-settentrionale.

## Territorio
La riserva si trova nella regione di Analamanga, nel Madagascar centro-settentrionale, circa 140 km a nord-ovest di Antananarivo.
Comprende un'area montano-collinare (range altitudinale 1046-1653 m), ricca di corsi d'acqua che contribuiscono a rifornire il bacino idrografico del fiume Betsiboka ad est e del fiume Ikopa a ovest.

## Flora
Circa la metà del territorio della riserva è occupata dalla foresta pluviale, che rappresenta uno dei pochi frammenti sopravvissuti alla deforestazione della regione degli altipiani centrali del Madagascar. Nella restante parte del territorio prevale la savana.

La canopia del lembo di foresta pluviale raggiunge l'altezza di circa 15 m ed è composta prevalentemente da Weinmannia spp. (Cunoniaceae), Cussonia spp. (Araliaceae), Kaliphora madagascariensis (Cornaceae), Gymnosporia spp. (Celastraceae), Uapaca spp. (Phyllanthaceae), Rhus spp. (Anacardiaceae), Canarium spp. (Burseraceae),  Ravensara spp. (Lauraceae), Diospyros spp. (Ebenaceae). Ricco il contingente delle epifite tra le quali sono presenti numerose specie di orchidee (Angraecum spp., Bulbophyllum spp., Cynorkis spp., Habenaria spp.).

Nelle valli della riserva è presente una numerosa popolazione della palma Dypsis decipiens (Arecaceae), specie vulnerabile endemica del Madagascar; significativa la presenza anche di Pandanus spp. (Pandanaceae).

## Fauna

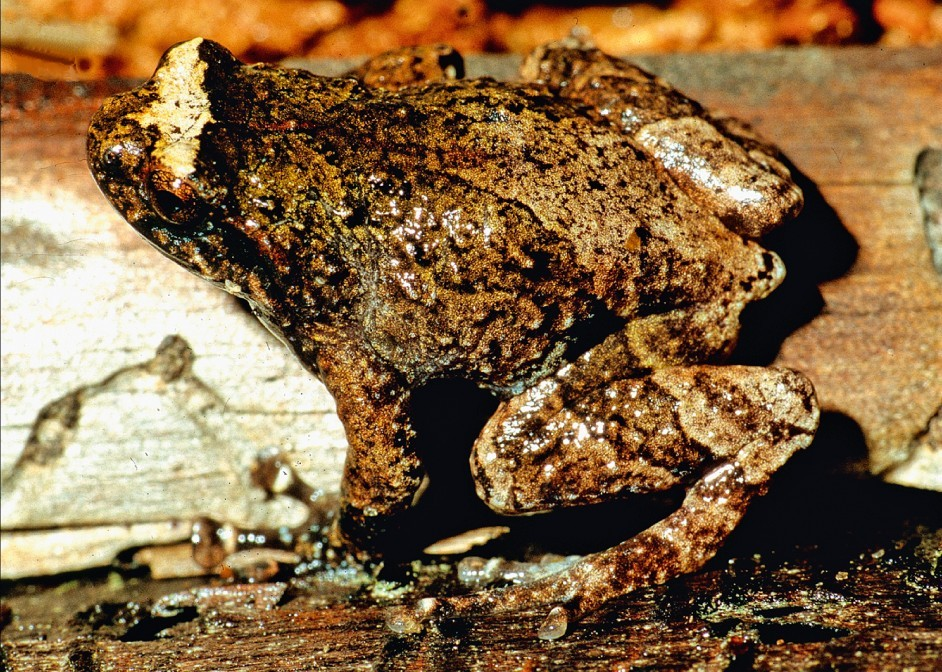
Anodonthyla vallani è una rana che si trova solo nel territorio della riserva di Ambohitantely.

Tra i mammiferi della riserva si annoverano 3 specie di lemuri: il lemure bruno (Eulemur fulvus), specie arboricola, con abitudini diurne, il microcebo rosso (Microcebus rufus) e il maki lanoso (Avahi laniger), entrambi con abitudini notturne. Altri mammiferi presenti sono 5 specie di tenrec (Tenrec ecaudatus, Setifer setosus, Microgale dobsoni, Microgale cowani e Microgale pusilla), e lo zibetto indiano (Viverricula indica), unico carnivoro segnalato nella riserva, la cui presenza è frutto di introduzione da parte dell'uomo, al pari di quella del potamocero (Potamochoerus larvatus) e del ratto nero (Rattus rattus).

La riserva ospita 48 specie di uccelli, la maggior parte endemici, tra cui l'albanella del Madagascar (Circus macrosceles), l'ibis crestato di foresta (Lophotibis cristata), il codirossone di foresta (Monticola sharpei), il pigliamosche del Madagascar (Terpsiphone mutata), il tessitore rosso di foresta (Foudia omissa) e il tessitore fiammante (Foudia madagascariensis).

Sono state censite 24 differenti specie di anfibi appartenenti in prevalenza ai generi Boophis (B. andrangoloaka, B. ankaratra, B. boehmei, B. goudotii), Heterixalus (H. betsileo, H. rutenbergi) e Mantidactylus (M. alutus, M. biporus, M. brevipalmatus, M. curtus, M. domerguei, M. grandidieri, M. lugubris, M. mocquardi, M. opiparis, M. peraccae, M. punctatus, M. zipperi), oltre ad Anodonthyla vallani (endemismo ristretto della riserva), Gephyromantis cornutus, Cophyla grandis, Plethodontohyla mihanika  e Ptychadena mascareniensis.

Tra i rettili merita un cenno la presenza del camaleonte Calumma crypticum, specie diffusa nelle foreste pluviali del versante orientale dell'isola, che qui sopravvive con una sub-popolazione isolata dal resto del suo areale.